# Trierer Kabinenbahn

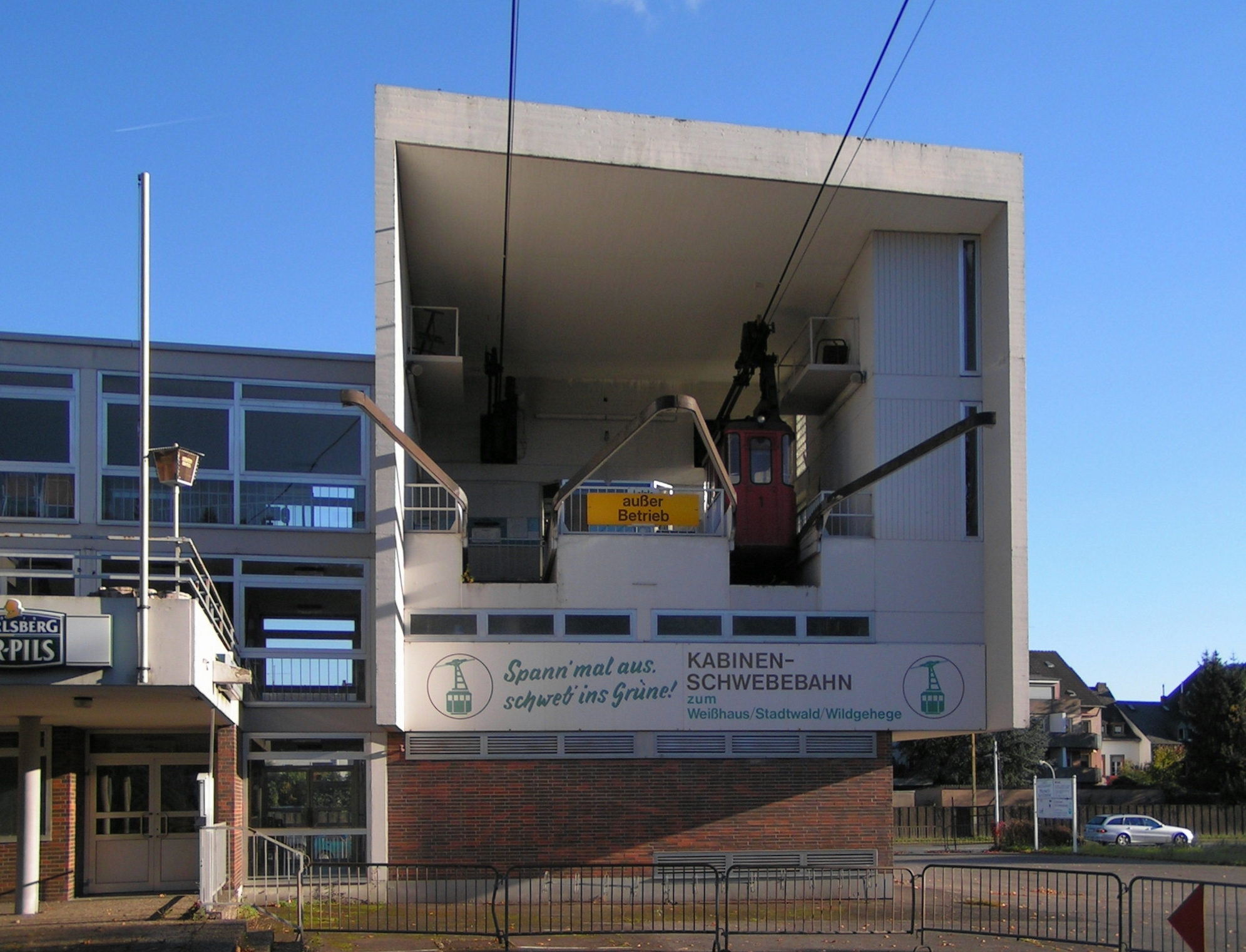
Ehemalige Trierer Kabinenbahn, Talstation

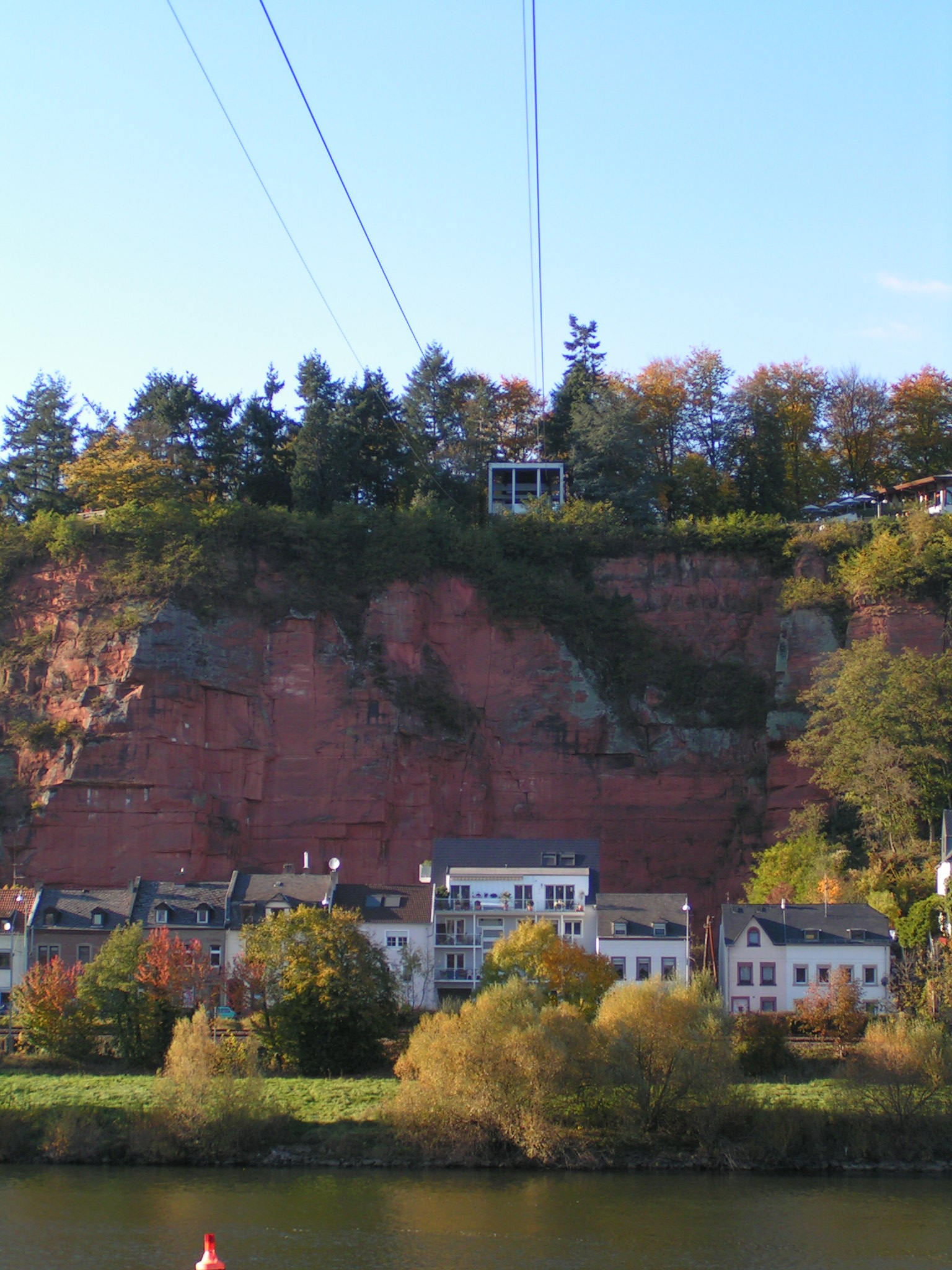
Ehemalige Trierer Kabinenbahn, Blick über das Moseltal zur Bergstation

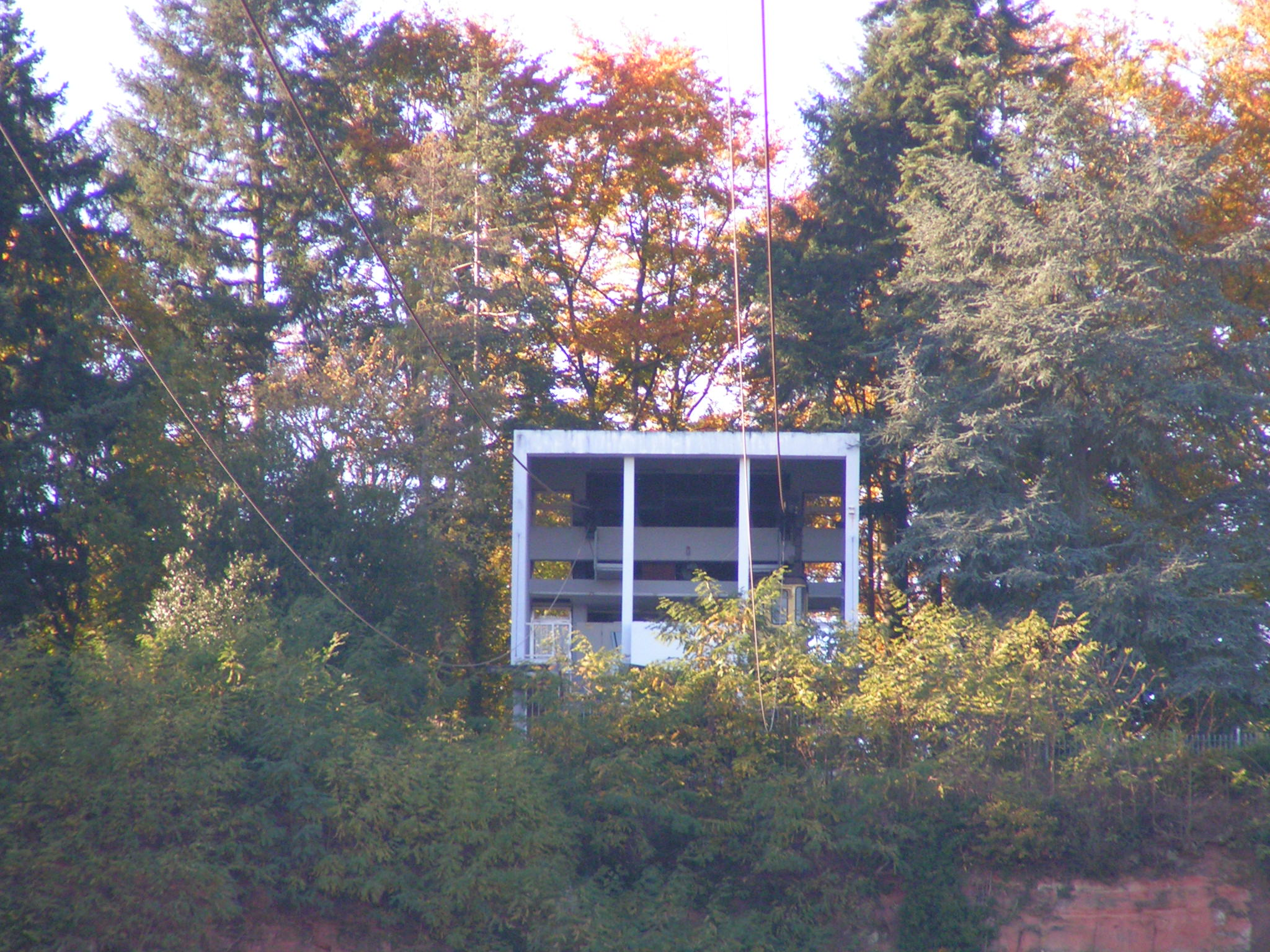
Ehemalige Trierer Kabinenbahn, Bergstation

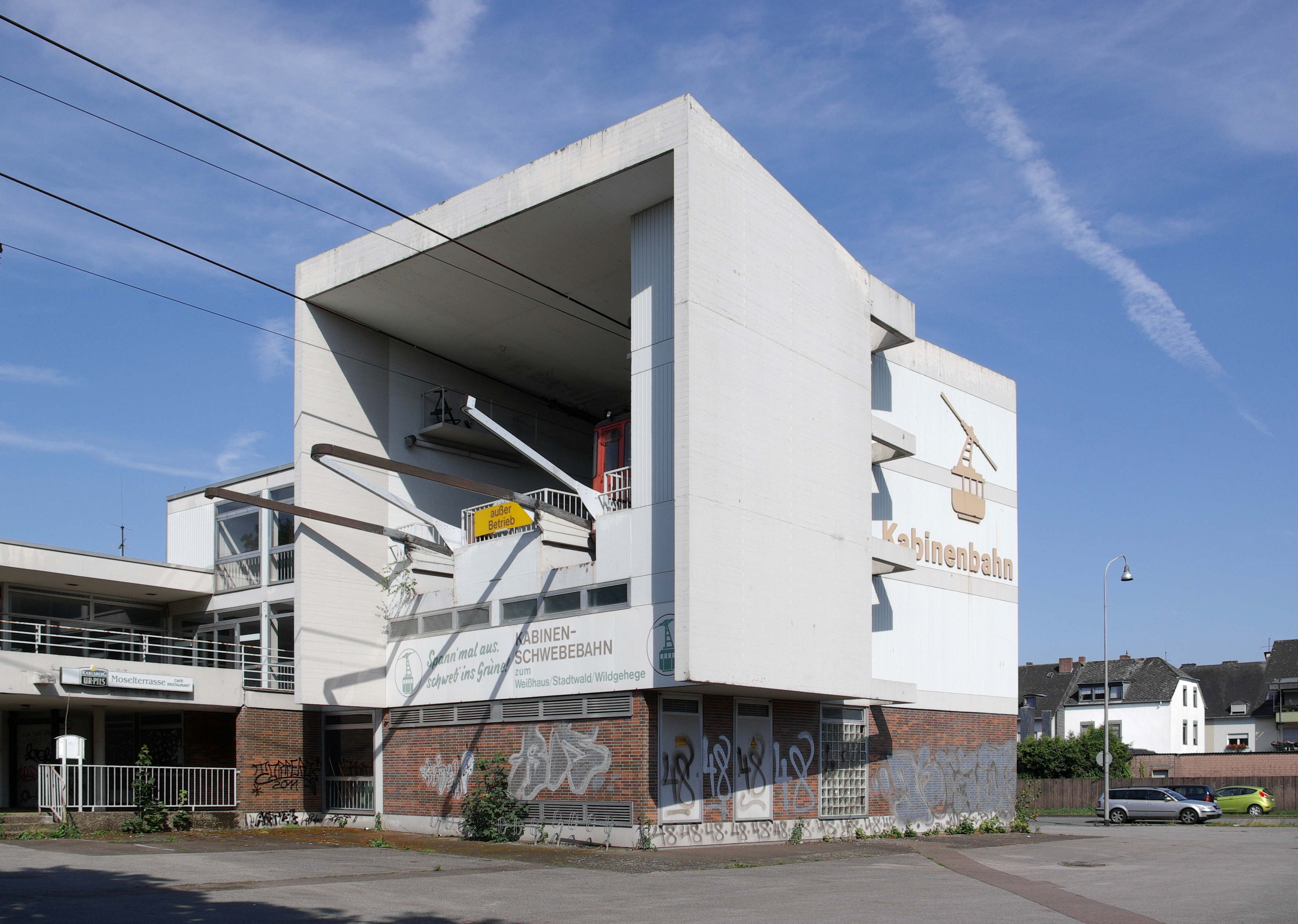
Ehemalige Talstation 2011

Die Trierer Kabinenbahn war eine 375 Meter lange Kleinkabinenbahn vom Zurlaubener Ufer an der Mosel auf die Weißhausterrasse in Trier.
Sie wurde 1967 errichtet und überquerte in ihrem Verlauf die Mosel. Dabei wurde ein Höhenunterschied von 53 Metern überwunden. Die offizielle Jungfernfahrt fand am 5. August 1967 statt. Die Kabinen fassten 15 Personen, die maximale Fahrgeschwindigkeit betrug 6 m/s (22 km/h) und die maximale Beförderungskapazität lag bei 400 Personen pro Stunde.
Der Betrieb der Trierer Kabinenbahn wurde 2001 eingestellt. Eine Reaktivierung sollte im Jahr 2004 erfolgen, wurde jedoch nach einem tödlichen Unfall beim Probebetrieb wieder abgebrochen. Ein Mitarbeiter des Bahnbetreibers stürzte an der Bergstation Weißhaus aus fünf Meter Höhe auf den darunterliegenden Kiesweg und starb kurze Zeit später im Brüderkrankenhaus an seinen Verletzungen. Die Trierer Berufsfeuerwehr hatte für denselben Tag kurz nach dem Unfall eine Höhenrettungsübung geplant. Im März 2010 zog sich ein Investor von einer Übernahme der Bahn zurück. Im Juli 2011 wurde die Bahn zum Verkauf im Internet-Auktionshaus ebay angeboten. Es fand sich kein Bieter bei der Auktion, der die Bahn erwerben wollte.
Die Grundstücke der Anlage waren von der Stadt Trier durch Erbbaurecht an den Betreiber vergeben, ein Vergleich zwischen der Stadt und diesem sah vor, dass er die Anlage bis zum 30. April 2011 wieder in Betrieb nehmen müsste, andernfalls würden die Grundstücke wieder an die Stadt fallen. Da der Betreiber keine Möglichkeit für einen wirtschaftlichen Betrieb sah und die hohen Sanierungskosten für die überholungsbedürftige Anlage nicht aufbringen wollte, fielen die Grundstücke fristgemäß an die Stadt zurück und der Betreiber wurde zum Abbau der Anlage verpflichtet, zumal auch die Stadt Trier keine wirtschaftlich tragfähige Lösung für einen Betrieb in eigener Regie sah. Daher wurde am 13. November 2011 mit dem Rückbau begonnen.
Die Berg- und Talstation wurden abgerissen, das an die Talstation angebaute Café blieb zunächst erhalten und verfiel in der Folgezeit. Für die künftige Nutzung des Grundstücks hatte die Stadt Trier zunächst einen Investorenwettbewerb ausgeschrieben, aus dem die Planung für den Bau eines Hotels hervorging. Sie wurde auch zur Ausführung bestimmt, konnte aber nach einem Rückzug des Investors Mitte 2015 doch nicht umgesetzt werden. Um das Erscheinungsbild des mittlerweile stark verwahrlosten Geländes zu verbessern, sollte daher zunächst das ehemalige Café abgerissen und dann ein provisorischer Parkplatz angelegt werden, zugleich bliebe damit aber der Weg für eine angemessene Neugestaltung und Nutzung des Geländes frei. Nach dem Abbruch des ehemaligen Cafés Mitte 2016 sind nun die letzten sichtbaren Spuren der Trierer Kabinenbahn verschwunden.